# منبع رایانشی
در نظریه پیچیدگی محاسباتی، منبع رایانشی، منبعی است که توسط مدل‌های محاسباتی برای حل مسئله محاسباتی استفاده می‌شود.
ساده‌ترین منابع رایانشی عبارتند از زمان اجرای الگوریتم، تعداد گام‌های لازم برای حل مسئله، و فضای حافظه، فضای حافظه‌ای لازم برای حل مسئله.
با استفاده از مفهوم منابع رایانشی می‌توان گفت کدام مسئله با مقدار معینی از هر کدام از منابع رایانشی حل می‌شود. در اینصورت می‌توان گفت کدام الگوریتم برای حل مسئله بهینه است و چقدر کاراست. مجموعه از مسئله محاسباتی ای که با استفاده از مقدار معینی از منابع رایانشی قابل حل اند، رده پیچیدگی نامیده می‌شوند و رابطه بین کلاس‌های پیچیدگی یکی از مهمترین موضوع‌های نظریه پیچیدگی است.